# Кармалы (Самарская область)
Карма́лы (чув. Хурамал) — село в Ставропольском районе Самарской области. Административно входит в сельское поселение Севрюкаево.

## Название
Происходит от чувашского названия Хурамал. Название села в переводится как Вязовые.

## История
Основано в начале 1660-х годов. В 1768 село подарено графам Орловым, в 1794 принадлежало Фёдору Григорьевичу Орлову, с 1802 — Владимиру Григорьевичу Орлову, который обменял младшему брату Алексею село на крепостных. После смерти Алексея Орлова в 1807 году село унаследовала его дочь Анна. В 1845 году село было передано в удельное ведомство. До 1861 года Кармалы находились в ведении Сызранской удельной конторы. В 1928 году выходцы села основали Лбище.

## География
Село находится на юге Самарской Луки в 3 км к северу от села Севрюкаево, с которым связано автомобильной дорогой. С трех сторон окружено лесом.

## Демография
| 2010 |
| ---- |
| 88   |

| Демографические показатели |         |         |      |         |      |      |      |          |      |      |      |      |      |
| Всего                      |         |         |      |         |      |      |      |          |      |      |      |      |      |
| год                        | 1720    | 1747    | 1762 | 1783    | 1794 | 1857 | 1870 | 1877     | 1897 | 1913 | 1926 | 1989 | 2002 |
| чел                        | 83 муж. | 70 муж. | 167  | 86 муж. | 496  | 236  | 261  | 105 муж. | 328  | 317  | 450  | 116  | 88   |